# Ариялур
Ариялур (англ. Ariyalur) — город в индийском штате Тамилнад. Административный центр округа Ариялур. Расположен в 267 км от Ченная, в 65 км от Тируччираппалли и в 42 км от Танджавура. Средняя высота над уровнем моря — 76 метров. По данным всеиндийской переписи 2001 года, в городе проживало 27 827 человек, из которых мужчины составляли 51 %, женщины — соответственно 49 %. Уровень грамотности взрослого населения составлял 73 % (при общеиндийском показателе 59,5 %). 12 % населения было моложе 6 лет.